# Mniobia
Mniobia är ett släkte av hjuldjur som beskrevs av David Bryce 1910. Mniobia ingår i familjen Philodinidae.

## Dottertaxa tillMniobia, i alfabetisk ordning[1][2]
- Mniobia adhaerens
- Mniobia animosa
- Mniobia armata
- Mniobia barbatula
- Mniobia bdelloidea
- Mniobia brachypoda
- Mniobia branchicola
- Mniobia bredensis
- Mniobia burgeri
- Mniobia circinata
- Mniobia conarus
- Mniobia dentata
- Mniobia discophora
- Mniobia donneri
- Mniobia edmondsoni
- Mniobia frankenbergeri
- Mniobia granulosa
- Mniobia incrassata
- Mniobia incurata
- Mniobia iurensis
- Mniobia lamellata
- Mniobia lenta
- Mniobia lineata
- Mniobia lobata
- Mniobia loxocorona
- Mniobia magna
- Mniobia mirabilis
- Mniobia modesta
- Mniobia montium
- Mniobia obtusicalcar
- Mniobia obtusicornis
- Mniobia ocypetes
- Mniobia orta
- Mniobia placida
- Mniobia procera
- Mniobia punctata
- Mniobia punctulata
- Mniobia recurvicornis
- Mniobia russeola
- Mniobia scabrosa
- Mniobia scarlatina
- Mniobia setifera
- Mniobia storkani
- Mniobia symbiotica
- Mniobia tarda
- Mniobia tentans
- Mniobia tetraodon
- Mniobia vargai
- Mniobia variabilis